# Lilia Vu
Lilia Kha-Tu Du Vu (* 14. Oktober 1997 in Fountain Valley, Kalifornien) ist eine US-amerikanische Profigolferin vietnamesischer Abstammung. Sie spielt auf der LPGA Tour und erreichte 2023 den ersten Platz der Weltrangliste.

## Frühe Jahre und Amateurkarriere
Vus Eltern sind vietnamesische Einwanderer der ersten Generation. Ihre Mutter Kieu Thuy floh 1982 mit ihrer Familie per Boot aus dem kriegszerrütteten Vietnam. Vus Großvater Dinh Du hatte das Boot selbst gebaut, um seiner Familie ein besseres Leben zu ermöglichen. Nach einer gefährlichen Überfahrt wurden sie von der USS Brewton gerettet und erreichten schließlich Kalifornien.
Vu begann im Alter von sieben Jahren mit dem Golfsport, inspiriert von ihrem Bruder und ihrem Vater Douglas, der bis zu ihrer Collegezeit ihr Golftrainer war. Als Jugendliche gewann Vu mehrere Turniere, darunter die AJGA Junior at Robinson Ranch 2013 und die CIF-WSCGA Championship 2014.
Von 2015 bis 2018 studierte Vu an der University of California, Los Angeles (UCLA) und erzielte in dieser Zeit mehrere Erfolge:
- 2016: Pac-12 Conference Freshman of the Year
- 2018: WGCA Player of the Year und Pac-12 Conference Golfer of the Year
- Dreimalige WGCA First Team All-American und All-Pac 12 Spielerin
- Acht individuelle Titel, die meisten in der UCLA-Geschichte

Vu vertrat die USA erfolgreich bei internationalen Amateurturnieren. Sie gewann 2018 den Curtis Cup und die Espirito Santo Trophy und führte bis zum Jahr darauf 31 Wochen lang die Amateurweltrangliste an.

## Profikarriere
Im Januar 2019 wechselte Vu ins Profilager. Ihre erste volle Saison auf der LPGA Tour verlief schwierig, mit nur einem geschafften Cut bei neun Starts.
2021 erlebte Vu einen Durchbruch auf der zweitklassigen Symetra Tour. Sie gewann die drei Turniere Garden City Charity Classic, Twin Bridges Championship und Four Winds Invitational und sicherte sich zusätzlich den Potawatomi Cup. Diese Erfolge brachten ihr den ersten Platz in der Geldrangliste und den Titel Symetra Tour Player of the Year ein, wodurch sie sich für die LPGA Tour 2022 qualifizierte.
2023 gewann Vu ihr erstes Major-Turnier, die Chevron Championship, im Playoff gegen Angel Yin. Bei den Women’s British Open folgte ihr zweiter Major-Sieg mit sechs Schlägen Vorsprung vor Charley Hull. Diese Erfolge katapultierten Vu an die Spitze der Weltrangliste. Im selben Jahr wurde Vu zum LPGA Tour Player of the Year gekürt.
Anfang 2024 musste Vu aufgrund einer Rückenverletzung pausieren. Sie kehrte nach dreimonatiger Auszeit beim Meijer LPGA Classic zurück. Das olympische Golfturnier der Frauen 2024 in Paris beendete sie auf dem geteilten 36. Platz mit einem Gesamtergebnis von 5 über Par.

## Turniersiege

### LPGA Tour
- 2023: Honda LPGA Thailand
- 2023: Chevron Championship
- 2023: AIG Women’s Open
- 2023: The Annika
- 2024: Meijer LPGA Classic

### Symetra Tour
- 2021: Garden City Charity Classic
- 2021: Twin Bridges Championship
- 2021: Four Winds Invitational